# 花又開好了
《花又開好了》，是台灣女子組合S.H.E睽違兩年八個月發行的第13张专辑，亦是第11張錄音室專輯，於2012年10月31日開始預購，2012年11月16日正式推出，而在專輯正式發行前先於11月4日在台大體育館舉辦"S.H.E 11週年同學會"—「S.H.E不說再見同學會」。

## 簡介
在2012年6月23日的《第23屆金曲獎》頒獎典禮上，擔任演出嘉賓的S.H.E合體表演宣告再度回歸，同時歷經燒傷事件的團員Selina也宣告復出後，而距離S.H.E上一張專輯「SHERO」發行至今已經2年8個月，而2012年7月，S.H.E睽違兩年多再度踏進錄音室，為錄製新專輯「開工」。
此專輯的製作期長達9個月，包含了前置作業反覆討論專輯方向到最後定案，開始邀歌收歌完成編曲歌詞填寫以及錄音配唱。此張專輯與以往專輯最大的不同點是，這次僅有兩首節奏快歌，其他皆為中慢板抒情歌曲，而這些抒情歌曲中只有一首是情歌，與過往S.H.E的團體專輯極為不同，而首波專輯同名主打歌曲〈花又開好了〉是首編曲層次豐富，充滿正能量的電子搖滾舞曲，並在間奏融入世界名曲「給愛麗絲」和「大黃蜂的飛行」的旋律，是由五月天阿信填詞，並且融入了許多S.H.E歷年來經典歌曲的歌名和專輯的名稱，也寫出了S.H.E和歌迷重聚的喜悅，並宣告S.H.E終於回歸，這是阿信繼上張專輯《SHERO》為同名主打歌〈SHERO〉填詞後，再次為此張專輯的同名主打歌填詞。
〈心還是熱的〉是JerryC為S.H.E再出發特別量聲譜寫的歌曲，歌詞內容是以S.H.E這十一年來的幕前幕後人生路程，在風光的演藝成績底下，曾經有多少不為人知的挫折與失落，但是經過就會成長，曾有的失落會換來日後的收穫的心境來描述，此外MV請來金馬獎最佳新導演張榮吉來執導。
〈不說再見〉是S.H.E第一次三人共同詞曲創作的歌曲，並橫跨15度音域，也唱出了她們與歌迷之間的溫馨情誼與承諾約定。
〈那時候的樹〉是蘇打綠青峰負責詞曲創作的，是一首表達S.H.E堅持信念與純真的歌曲，是青峰以S.H.E向來關心的環保議題切入，寫了這首獻給童年呼籲保留自然和純真且寓意深遠的動人歌曲。
〈後來後來〉這首歌曲和〈不說再見〉一樣，兩首都是敍述濃厚溫熱的友情，只是〈後來後來〉唱的是S.H.E姐妹永遠互相扶持的奇妙緣分。
《花又開好了》專輯於2012年10月31日開始預購，預購日亦是團員Selina的生日與結婚週年紀念日。在預購階段，此張專輯已蟬聯多天博客來網路書店每日即時榜冠軍。這張專輯共有「一起的美好」與「生命的美好」兩種版本，其中「一起的美好」主題是要呈現S.H.E情誼如花開般的美好，因此S.H.E遠赴義大利米蘭拍攝專輯封面；而為了表現出專輯《花又開好了》像花再度盛開那樣的生命力，S.H.E用現代舞在「生命的美好」版封面中展現人體姿態，以及在專輯同名主打歌〈花又開好了〉MV中展現舞姿。「一起的美好」與「生命的美好」兩種版本的專輯皆附有Bonus DVD。
2013年4月26日發行《花又開好了》影音館（DVD）。截至2012年12月，台灣專輯銷售量約4萬6千多張，2012年度最終台灣專輯銷售共6萬2千多張，位居2012年台灣專輯銷售年度排行榜第五名。《花又開好了》影音館（DVD），發行首週分別登上玫瑰大眾影音榜冠軍、五大唱片影音榜冠軍、博客來影音暢銷榜冠軍，年度銷量2萬張，位居2013年台灣年度影音榜第九名。
此張專輯中的歌曲〈花又開好了〉、〈心還是熱的〉和〈像女孩的女人〉在2012年的Hit FM年度百首單曲中分別位於第5位、第38位和第57位。

## 唱片版本
※ 以下發行版本皆以當地（台灣）為準。
- 「一起的美好版」專輯，僅限預購而專輯預購時會附贈預購贈品，專輯正式發行後就無發行此版本專輯，也無預購贈品；而「生命的美好版」專輯，預購時不會附贈預購贈品，專輯正式發行後也無贈品。

| 類型   | 發行日期       | 版本                   |
| ------ | -------------- | ---------------------- |
| CD+DVD | 2012年11月16日 | 一起的美好／生命的美好 |

- 「一起的美好版」：CD + SHERO MV全紀錄DVD

- （預購加贈：向日葵種子一包+明信片五張）

- 「生命的美好版」：CD + SHERO MV全紀錄DVD

- （可預購，但無預購贈品）

## 完整曲目
| 曲序     | 曲目                               |           | 作曲     | 编曲            | 製作人        | 备注                                                                   | 时长  |
| -------- | ---------------------------------- | --------- | -------- | --------------- | ------------- | ---------------------------------------------------------------------- | ----- |
| 1.       | 迫不及待（Can Not Wait）           | 藍小邪    | 顏小健   | JerryC          | 呂禎晃 郭文宗 | 第六波主打 2013年台灣颩燈會形象主題曲                                  | 4:02  |
| 2.       | 花又開好了（Blossomy）             | 阿信 南瓜 | 西樓     | JerryC          | 呂禎晃        | 首波主打                                                               | 4:16  |
| 3.       | 不說再見（Never Say Goodbye）      | S.H.E     | S.H.E    | 張簡君偉 游政豪 | 王治平 郭文宗 | 第五波主打 S.H.E首次共同创作                                           | 4:14  |
| 4.       | 心還是熱的（Warm Heart）           | 姚若龍    | JerryC   | JerryC          | 王治平 郭文宗 | 第二波主打 7-11便利商店 心熱園電視廣告曲                               | 3:52  |
| 5.       | 親愛的樹洞（Dear Tree Hole）       | 藍小邪    | 丁世光   | 張晁毓          | 王治平 郭文宗 | 第九波主打                                                             | 4:54  |
| 6.       | 還我（Repair Me）                  | 徐旻鈴    | 劉寅     | JerryC          | 呂禎晃 郭文宗 | 第四波主打 電影《花漾》片尾曲 三立电视台電視劇《金大花的華麗冒險》插曲 | 4:19  |
| 7.       | 明天的自己（A Brand New Me）       | 姚若龍    | 陳小霞   | 王治平          | 王治平 郭文宗 | 第十波主打                                                             | 4:02  |
| 8.       | 那時候的樹（That Tree）            | 吳青峯    | 吳青峯   | 張晁毓          | 王治平 黃怡   | 第八波主打                                                             | 4:41  |
| 9.       | 像女孩的女人（The Innocent Women） | 王振聲    | 郭文宗   | 洪敬堯 溫奕哲   | 呂禎晃        | 第三波主打 三立電視台華劇《金大花的華麗冒險》片尾曲                    | 4:09  |
| 10.      | 後來後來（After That）             | 徐旻鈴    | 康小白   | JerryC          | 呂禎晃 郭文宗 | 第七波主打                                                             | 4:10  |
| 总时长： | 总时长：                           | 总时长：  | 总时长： | 总时长：        | 总时长：      | 总时长：                                                               | 42:39 |

## BONUS DVD
| BONUS DVD 《SHERO》MV全紀錄 | BONUS DVD 《SHERO》MV全紀錄                         |
| 曲序                        | 曲目                                                |
| --------------------------- | --------------------------------------------------- |
| 1.                          | SHERO (2010臺北國際花卉博覽會指定主題曲)            |
| 2.                          | 我愛雨夜花                                          |
| 3.                          | 愛就對了                                            |
| 4.                          | 你不會                                              |
| 5.                          | 愛上你 (電視劇「就想賴著妳」片尾曲)                 |
| 6.                          | 兩個人的荒島 (時尚職場勵志劇「杜拉拉升職記」片尾曲) |

## 花又開好了影音館
- 2013年4月26日 發行（DVD）

※DVD1收錄16:9畫面比例規格之10首MV / MV字幕 / 立體聲
※DVD2收錄4:3畫面比例規格之10首卡拉OK版MV / 卡拉OK字幕 / 立體聲、卡拉OK伴唱 / 曲目11~14 立體聲，無字幕
- DVD 1：（MV）

1. 迫不及待 (2013台灣颩燈會形象主題曲)
2. 花又開好了
3. 不說再見
4. 心還是熱的
5. 親愛的樹洞
6. 還我 (電影「花漾」片尾曲)
7. 明天的自己
8. 那時候的樹
9. 像女孩的女人 (三立偶像劇「金大花的華麗冒險」片尾曲)
10. 後來後來

- DVD 2：（卡拉OK版MV+花開幕後花絮）

1. 迫不及待 (2013台灣颩燈會形象主題曲)
2. 花又開好了
3. 不說再見
4. 心還是熱的
5. 親愛的樹洞
6. 還我 (電影「花漾」片尾曲)
7. 明天的自己
8. 那時候的樹
9. 像女孩的女人 (三立偶像劇「金大花的華麗冒險」片尾曲)
10. 後來後來

BONUS/花開幕後花絮：
11. 花開米蘭遊記
12. 花又開好了 MV花絮
13. 心還是熱的 MV花絮
14. 不說再見同學會精華實錄

## 復刻版卡帶
2017年12月22日，推出收錄了第1張專輯至第13張專輯(包含兩張精選集)的S.H.E16週年復刻紀念全套卡帶組《小時帶 S.H.E's in style》卡帶紀念組，此張專輯為16週年復刻卡帶紀念組所收錄13張專輯中其中之一。

## 細節
專輯當中的同名主打歌曲〈花又開好了〉裡的部分歌詞是以歷年專輯當中的曲目歌名和專輯名稱串成歌詞。

### 歌名
| 〈花又開好了〉歌詞              | 歌名       | 所屬專輯     |
| ------------------------------- | ---------- | ------------ |
| 不想長大曾經                    | 不想長大   | 不想長大     |
| SHERO TO ZERO                   | SHERO      | SHERO        |
| 闖進一座雨林 奇幻旅程有你       | 熱帶雨林   | 青春株式會社 |
| 奇幻旅程有你 新的世界才學會美麗 | 美麗新世界 | 美麗新世界   |
| 那麼我沒藉口放棄                | 藉口       | Play         |

### 專輯名稱
| 〈花又開好了〉歌詞              | 專輯名稱   |
| ------------------------------- | ---------- |
| 不想長大曾經                    | 不想長大   |
| SHERO TO ZERO                   | SHERO      |
| 那年搬進 女生宿舍裡             | 女生宿舍   |
| 闖進一座雨林 奇幻旅程有你       | 奇幻旅程   |
| 奇幻旅程有你 新的世界才學會美麗 | 美麗新世界 |

## 獎項
- 2013年 HITO流行音樂獎 年度十大華語歌曲－〈花又開好了〉
- 2013年 全球流行音樂金榜 年度華語20大金曲－〈花又開好了〉
- 2013年 MusicRadio中國TOP排行榜 港臺年度金曲－〈心還是熱的〉
- 2013年 全球華語歌曲排行榜 年度20大金曲－〈心還是熱的〉
- 2013年 加拿大至Hit中文歌曲排行榜 全國推崇十大歌曲（國語）－〈花又開好了〉
- 2013年 新加坡金曲獎 Y.E.S933醉心龍虎榜年度十大金曲－〈花又開好了〉
- 2013年 IFPI香港唱片銷量大獎2012 - 十大銷量國語唱片
- 2013年 城市至尊音樂榜 年度二十大金曲－〈花又開好了〉

## 音樂錄影帶
| 歌名         | 導演   | 首播日期       | 首播頻道             | 附註                         |
| ------------ | ------ | -------------- | -------------------- | ---------------------------- |
| 花又開好了   | 比爾賈 | 2012年10月30日 | MTV、YouTube         |                              |
| 心還是熱的   | 張榮吉 | 2012年11月14日 | S.H.E官方YouTube頻道 | 特別演出：林昀希             |
| 像女孩的女人 | 黃中平 | 2012年11月29日 | MTV、YouTube         | 特別演出：林志玲             |
| 還我         | 傅天余 | 2012年12月20日 | S.H.E官方YouTube頻道 | 電影《花漾》片尾曲           |
| 不說再見     |        | 2013年1月4日   | S.H.E官方YouTube頻道 |                              |
| 迫不及待     | 賴偉康 | 2013年1月18日  | S.H.E官方YouTube頻道 | 《2013台灣颩燈會形象主題曲》 |
| 後來後來     |        | 2013年4月9日   | S.H.E官方YouTube頻道 |                              |
| 那時候的樹   | 劉明群 | 2013年5月16日  | S.H.E官方YouTube頻道 |                              |
| 親愛的樹洞   | 陳映之 | 2013年5月22日  | S.H.E官方YouTube頻道 |                              |
| 明天的自己   | 劉明群 | 2013年5月31日  | S.H.E官方YouTube頻道 | 特別演出：簡廷芮             |

## 其他作品
| 上一張專輯： SHERO 2010年3月26日 | 第13張專輯 2012年11月16日 | 第13張專輯 2012年11月16日 | 下一張專輯： 永遠都在 2016年8月26日 |